# Confédération mondiale de baseball et softball
La Confédération mondiale de baseball et softball (ou World Baseball Softball Confederation ou WBSC) est la fédération gérant le baseball et le softball au niveau mondial reconnue par le Comité international olympique. Son siège se situe à Lausanne, en Suisse. 
La WBSC a été créée en 2013 par la fusion de la Fédération internationale de baseball (IBAF) et de la Fédération internationale de softball (ISF), s'établissant comme l'unique organisme gérant la pratique du baseball et du softball dans le monde, l'IBAF et l'ISF devenant des divisions internes de la WBSC.

## Fédérations continentales
- AFRIQUE
  - Association africaine de baseball et softball (ABSA)

- AMÉRIQUES
  - Confédération panaméricaine de baseball (COPABE)
  - Confédération panaméricaine de softball (CONPASA)
  - Confédération centre américaine et caribéenne de softball (CONCACAS)

- ASIE
  - Fédération d'Asie de baseball (BFA)
  - Confédération d'Asie de softball (SCA)

- EUROPE
  - Confédération européenne de baseball (CEB)
  - Fédération européenne de softball (ESF)

- OCÉANIE
  - Confédération d'Océanie de baseball (BCO)
  - Confédération d'Océanie de softball (OSC)

## Membres associés
- Nippon Professional Baseball (NPB)
- Korea Baseball Organization (KBO)
- Chinese Professional Baseball League (CPBL)
- Australian Baseball League (ABL)

## Compétitions internationales

### Baseball
- WBSC Premier 12
- Classique mondiale de baseball
- Coupe du monde de baseball féminin
- Championnat du monde de baseball des moins de 21 ans
- Championnat du monde de baseball 18 ans et moins
- Championnat du monde de baseball 15 ans et moins
- Championnat du monde de baseball 12 ans et moins

### Softball
- Championnat du monde de softball féminin
- Championnat du monde de softball masculin
- Championnat du monde de softball féminin 19U
- Championnat du monde de softball masculin 19U
- Championnat du monde de softball féminin 16U